# God Rest Ye Merry, Gentlemen

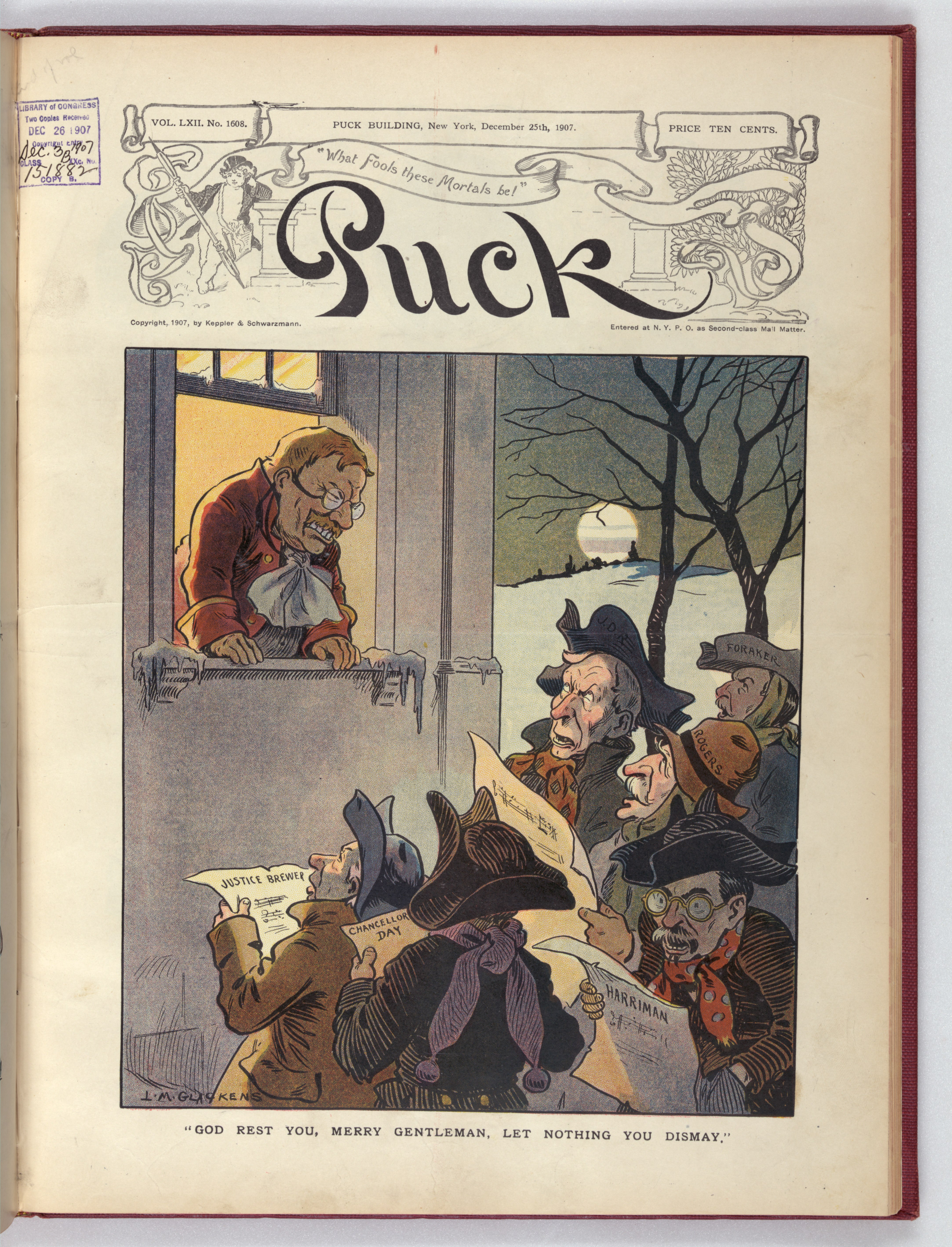
Caricaturas de Theodore Roosevelt, God Rest You Merry, Gentlemen, Henry Huttleston Rogers, Louis M. Las cubiertas de Glackens's Puck

God Rest Ye Merry, Gentlemen es un himno cristiano tradicional y un villancico navideño en modo eolio.

## Historia
God Rest Ye Merry, Gentlemen fue publicado primeramente en Inglaterra en 1823. Apareció en Christmas Carols Ancient and Modern, un libro de cantos compilados por William B. Sandys, aunque su incipit fuera entonces copiado por  William Hone en Ancient Mysteries Described. El autor original es desconocido. En aquellos tiempos, las palabras de la canción tenían un sentido diferente de su uso contemporáneo; rest significaba guardar, no descansar y merry quería decir fuerte, no alegre.
No se trata de un texto dirigido a valientes gentilhombres. La canción habría  más bien cantada a los pequeños propietarios por los guardianes de la ciudad que ganaban algunas sumas adicionales de dinero durante la estación navideña. En el relato Un canto navideño de Charles Dickens, escuchando el himno, Scrooge agarrando con energía al hombre que lo cantaba, lo hace huir y dejando la cerradura de la puerta fría y brumosa.

## Letra
God rest ye merry, gentlemen
Let nothing you dismay
for Jesus Christ our Saviour
Was born upon this day (or Was born on Christmas Day)
To save us all from Satan's power
When we were gone astray
O tidings of comfort and joy,
Comfort and joy
O tidings of comfort and joy.
In Bethlehem, in Israel,
This blessed Babe was born
And laid within a manger
Upon this blessed morn
The which His Mother Mary
Did nothing take in scorn
O tidings of comfort and joy,
Comfort and joy
O tidings of comfort and joy.
From God our Heavenly Father
A blessed Angel came;
And unto certain Shepherds
Brought tidings of the same:
How that in Bethlehem was born
The Son of God by Name.
O tidings of comfort and joy,
Comfort and joy
O tidings of comfort and joy.
"Fear not then," said the Angel,
"Let nothing you affright,
This day is born a Saviour
Of a pure Virgin bright,
To free all those who trust in Him
From Satanás's power and might."
O tidings of comfort and joy,
Comfort and joy
O tidings of comfort and joy.
The shepherds at those tidings
Rejoiced much in mind,
And left their flocks a-feeding
In tempest, storm and wind:
And went to Bethlehem straightway
The Son of God to find.
O tidings of comfort and joy,
Comfort and joy
O tidings of comfort and joy.
And when they came to Bethlehem
Where our dear Saviour lay,
They found Him in a manger,
Where oxen feed on hay;
His Mother Mary kneeling down,
Unto the Lord did pray.
O tidings of comfort and joy,
Comfort and joy
O tidings of comfort and joy.
Now to the Lord sing praises,
All you within this place,
And with true love and brotherhood
Each other now embrace;
This holy tide of Christmas
All other doth deface.
O tidings of comfort and joy,
Comfort and joy
O tidings of comfort and joy.